# Bryne
Bryne es una pequeña ciudad del suroeste de Noruega, en el municipio de Time, perteneciente a la provincia de Rogaland. La ciudad de Stavanger está situada a 31 kilómetros al norte, unos 25 minutos en tren. Bryne es el centro administrativo del municipio, tiene una población estimada de 11 345 habitantes (2014), y una superficie de 4,79 km². El área urbana de Bryne se extiende también hasta el municipio de Klepp, al que pertenecen 1579 habitantes.
Su ubicación en el área urbana de Stavanger/Sandnes y las excelentes conexiones de tráfico que la convierten en una zona atractiva para los habitantes que se desplazan diariamente al trabajo, hacen que Bryne esté aumentando rápidamente su crecimiento demográfico, por lo que ha habido informes señalando problemas con la capacidad de escolaridad.

## Historia
Bryne fue fundada como una estación del tren de Thime (Thime Station), uno de varios pueblos a lo largo de la red de Jærbanen, construida en 1878.
Con los años se estableció una industria relacionada con la agricultura con los molinos, los productos lácteos y la producción de maquinaria agrícola, la producción posterior de excavadoras. 
Poco a poco, Bryne se convirtió en un centro regional de educación, con una escuela de lechería establecida en 1906, la Escuela Nacional de Gramática (Rogaland Landsgymnas) en 1924 y más tarde también una escuela vocacional. En 1921 el nombre de la estación de Thime fue cambiado al actual Bryne por referéndum. 
Bryne desde entonces ha crecido rápidamente hasta convertirse en la zona rural más densamente poblada del distrito de Jæren y un centro comercial regional. El rango de «ciudad» fue declarado el 1 de enero de 2001, siendo la 49.ª localidad más grande de Noruega en ese momento.